# Sture Andersson (friidrottare)
Sture Andersson var en svensk friidrottare (långdistanslöpare) som tävlade för klubben Malmö AI. Vid SM 1930 kom han tvåa i maratonloppet. Då segraren Shoore Järnmyr inte var svensk medborgare och blev diskvalificerad fick dock Andersson guldmedaljen.